# Мах-е-Мір
«Мах-е-Мір» (урду ماہ میر, Mah e Mir) — пакистанський біографічно-драматичний фільм, знятий Анджумом Шахзадом. Прем'єра стрічки в Пакистані відбулась 6 травня 2016 року. Фільм розповідає про заклопотаного сучасного поета Джамала, який знаходить твори легенди поезії 18-го століття Мір Такі Міра.
Фільм був висунутий Пакистаном на премію «Оскар» за найкращий фільм іноземною мовою.

## У ролях
- Фахад Мустафа — Джамал / Мір
- Іман Алі — Махтаб
- Санам Саїд — Наїна
- Алі Кхан — Наваб Сахаб